# Bektašijské vtipy
Bektašíja je muslimským súfijským řádem (taríka) známým pro svůj folklór a zejména specifické vtipy a příběhy, které se vztahují k islámské společnosti, konkrétně k Malé Asii. V těchto příhodách Bektašiové vystupují jako volnomyšlenkáři a vystupují proti oficiální podobě institucionalizovaného islámu a zpochybňují tak některé hodnoty společnosti a obvyklé vnímání islámu. Ve vtipech se Bektašiové často označují za Baba Erenler (moudří otcové, vyjadřuje respekt, množné číslo ler).
Častým námětem je zpochybňování formálních povinností věřících a poukazování na diskriminaci Alevitů/Bektašiů majoritní sunnitskou populací ve srovnání s tolerancí vůči židům a křesťanům. Právě humor Bektašiům pomáhal sarkasticky zvládat jejich pozici. Přestože je dnes toto dědictví respektováno nejen Bektašii, ale i mnohými tureckými sunnity, občas je považováno za odchylku od skutečné bektašijské filosofie a prohlašováno za ponižující pro Bektašie. Ti jej však obecně považují za nedělitelnou součást své kultury. Zajímavá je paralela se židovskými anekdotami.

## Ukázky vtipů
- Bektaši přijde mezi tři děti, které si chtějí rozdělit 15 jablek a mají problém s matematikou. Požádají ho, jestli by jim nepomohl.
Bektaši se zeptá: „Chcete, abych je rozdělil Božím, nebo lidským způsobem?“
Všechny děti se bez jakéhokoliv zaváhání rozhodnou pro Boží způsob. Bektaši dá 13 jablek prvnímu, 2 druhému a na posledního nezbude nic.
Poslední dvě děti se na něho zlostně rozkřičí: „Jak je možné, že by toto měl být Boží způsob, to není fér!“
Bektaši odvětí: "Kdybyste si vybrali lidský způsob, dal bych každému 5 jablek, ale to Bohu neodpovídá. Podívejte se kolem sebe, viděli jste někdy na světě něco, co by bylo rozděleno rovnoměrně?"

- Vejde Bektašijský mnich do mešity a začne hlasitě volat: "Ó Bože, nemohl bys mi dát láhev rakije?"
Vedle něj se modlí zbožný sunnita, který, když slyší tu prosbu, zvolá: „To nemáš nic jiného, co by sis mohl od Boha přát? Velmi dobře víš, že je rakije zakázána šarí´ou!“
"Ale o co bych měl tedy žádat?" odpoví Bektaši upřímně.
"Měl by začít prosit o Boží milosrdnost." povídá muž.
Mnich vstane a prohlásí: „Nemodlí se lidé obvykle pro to, co nemají? Co se mě týče, já mám Boží smilování i vedení. Ale co opravdu nemám je pěkná láhev rakije!“

- Jednoho dne sunnitský přítel přesvědčí Bektašiho, aby šel na nedělní modlitbu do mešity. Jen se usadí, všimne si ho kazatel. Aby ho uvedl do rozpaků, začne obšírně hovořit o zlu alkoholu a o náboženských i přirozených důvodech, proč je zakázán.
Nakonec se imám zeptá: „Pokud bychom měli vědro s vínem a vědro s vodou a postavili je před osla, kterou tekutinu by si vybral? Vodu, samozřejmě. A teď - proč by si osel vybral vodu a ne víno?“
Bektaši se nedokáže udržet a hlasitě vykřikne: "Protože je to osel, proto!"

- Jednoho dne se nějací lidé ptají jednoho ctihodného Bektašiho: "Proč vlastně nedodržujete půst Ramadán?"
Bektaši odvětí: „U Alláha já bych Ramadán plnil, ale nedovoluje mi to mé zdraví.“
Jeden z mužů se zeptá: „A kdyby vás někdo, kdo drží půst, pozval na hostinu, přijal byste?“
"Á! Samozřejmě!" odpoví Bektaši.
Jiný ze skupiny odpoví: „Můj Bože! Vy sám nenásledujete žádné z Božích nařízení a ještě jste tak nenasytný, že byste přijal toto pozvání?“
Bektaši kontruje: „Proč mě napadáš? Ty víš, že Bůh je nejslitovnější ze slitovných. Snadno odpustí každému, kdo nenásleduje jeho volání. Ale jsou lidé takoví? Naopak, jsou urážliví a neuctiví. Z toho důvodu je nutné přijmout jejich pozvání okamžitě!“

- V muslimských zemích je časté, že pokud někdo onemocní, provádějí se nad ním zbožné modlitby a přání.
Jednou takhle muž, který je zoufalý ze svého nemocného syna, zavolá na blízkého Bektašiho, aby se šel pomodlit za jeho uzdravení.
Bektaši, který se ze své povinnosti nemůže vykroutit, přijme prosbu a rychle dorazí do mužova domu. Nedaleko od chlapce pozvedne ruce vzhůru a pomodlí se: „Můj Bože, dej, ať tento chlapec brzy zemře.“
Zděšený otec chytne Bektašiho a vyhodí ho ven z domu.
Mnoho dnů později potká onen otec Bektašiho na ulici a povídá mu: „Pamatuješ si, jak jsi se modlil o opak toho, co jsem po tobě chtěl? Tak tedy, můj syn se uzdravil!“
Bektaši se rozesměje a odpoví: „To je ten důvod, proč jsem toho chlapce proklínal. Měl jsem v té době s Bohem špatné vztahy a on mi sesílal opak toho, o co jsem žádal!“

- Bektašijský mnich a sunnita jsou na společné cestě. Po chvilce řekne sunnita, že je čas na modlitbu a začne - prostrace za prostrací.
Bektaši to nakonec nemůže vydržet a když sunnita skončí, zeptá se ho: „Co to mělo být, tak dlouhá modlitba“?
Sunnita odpoví: „Chtěl jsem získat nějaké extra modlitby navíc do zásoby (nafile)!“
Bektaši tedy řekne: "Nech mě o samotě, abych se mohl také pomodlit." a začne. Sunnita to už také nemůže vydržet a zavolá: "Tvá modlitba trvá ale opravdu velmi dlouho!"
"Podívej, právě jsem dokončil modlitby za minulý týden!" řekne Bektaši.
Sunnita začíná být podrážděný a povídá: „Takovýto způsob není regulérní!“
Bektaši se začne smát: "Ha! Jestli tam nahoře berou předplatné, proč by nemohli akceptovat i mojí hotovost?"

- Bektaši a sunnita cestují společně. Padne noc a oni se rozhodnou přivázat své osly a přespat v bezpečí na stromě. Předtím se sunnita pomodlí: "Ah Bože, prosím ochraň tohoto mého osla, kterého jsi stvořil."
I Bektaši se pomodlí: „Ach šejku, prosím ochraň tohoto osla, kterého jsi mi půjčil na cestu.“
Sunnita se rozzlobí: „Co to má být? Ty žádáš svého šejka o ochranu? To je pohanství! Žádej Boha, mizero! Nevíš, že jemu patří vše?“ Bektaši jen pokrčí rameny a jdou spát.
Další ráno se probudí a naleznou osla sunnity napůl sežraného vlky, zatímco ten bektašiho je zcela zdráv.
"To nechápu", povídá sunnita. „Jak je možné, že Bůh nechal mého osla sežrat a bektašiův je nedotčen?“
"Co je na tom tak nepochopitelného?", odpoví Bektaši. „Bůh zkrátka vzal osla jednomu svému stvoření a dal ho druhému. Jenže můj šejk má jen jednoho osla, takže se o něj musel postarat!“

- Jeden Bektaši podnikne cestu lodí, tak jako za starých časů. Jen dosáhne loď moře, začne bouřka a loď se začne divoce zmítat sem a tam. Bektaši ztuhne, ze všech pasažérů je možná nejvyděšenější.
Na palubě je také sunnita a ten si s ním začne povídat o víře. „Proč se tak bojíš, můj příteli? Copak nevíš, že Bůh je nejštědřejší z nejštědřejších?“
"To je přesně ten důvod, proč jsem vyděšen", vyhrkne Bektaši. „Je tak štědrý, že by mohl nakrmit ryby našimi mrtvolami!“

- Jednoho dne musí jít Bektaši zařídit si pár věcí do města. První věc, kterou udělá, je přivázání svého osla. Rozhodne se pro mešitu, protože si myslí, že to je nejbezpečnější místo, kde nechat osla.
"Ó můj Bože! Svěřuji tohoto osla tobě. Víš, jak drahocenný pro mě je." říká, zatímco osla přivazuje k tyči.
Poté vyřídí své záležitosti a když se vrátí, je osel pryč. „Můj Bože!“ křičí, „To skutečně nemůžu pochopit! Když nedokážeš ani pohlídat mého osla, jak můžeš řídit celý vesmír?!“

- Bektašijský učenec má žáka, o kterém kolují zvěsti, že se stýká s prostitutkami. Bektaši se jednoho dne rozhodne sledovat ho a chytit ho přímo při činu, aby ho přiměl přestat hřešit.
Skutečně ho přistihne v okolí luxusního nevěstince v nepříhodné situaci. Překvapený žák nemůže zapírat a tak jen zvolá: „Odpusťte mi! Byl to Satan, kdo mě sem zavedl.“
Mrzutý Bektaši odvětí: „Můj synu, ty lžeš. Ten Satan, který si sebe vážil tak moc, že odmítl padnout na kolena před naším otcem Adamem, by se nikdy nesnížil tak nízko, aby se stal tvým průvodcem do bordelu!“

- Jednoho dne Bektaši zavítal do mešity, aby si poslechl kázání. Již začínal klimbat, když tu hodža začal mluvit o neposkvrněných pannách čekajících v ráji na pravověrné.
Když Baktaši zaslechl slovo ráj, probudil se a nadšeně se hodži zeptal: „Hodžo efendi, budou na onom světě pravověrným podávány také víno a raki?“
V hodžovi vzkypěla krev a podrážděně Baktašiho okřikl: „Pohane! Co si myslíš, že je ráj… hospoda snad?“
Načež Baktaši stejně tak odpověděl: „Ha! Co si ty myslíš, že je ráj… bordel?!“

- Jistý mudrc Bektaši byl všemi velice vážený pro svoji moudrost a rozhled. Lidé se divili, jak je moudrý, a on sám to komentoval slovy: „To je tím, že vím, co je v Koránu.“ Jednou se ho nějaký hlupák zeptal: „A co je v tom Koránu?“ Bektaši se zamyslel a říká: „Jsou v něm dvě vylisované kytky a dopis od mého přítele Abduláha.“